# Einspritzmotor
Einspritzmotor ist ein meist umgangssprachlicher Begriff für einen Fahrzeugverbrennungsmotor, der eine Kraftstoffeinspritzung hat. Oft ist damit ein Ottomotor mit Saugrohreinspritzung gemeint, der Begriff lässt sich aber auch auf Motoren mit anderen Funktionsprinzipien (z. B. Wankel oder Diesel) und Gemischbildungssystemen (z. B. Benzindirekteinspritzung) anwenden.